# James Swinnerton
James Guilford Swinnerton (Eureka, 13 novembre 1875 – Palm Springs, 8 settembre 1974) è stato un fumettista e pittore statunitense.
Insieme a Richard Felton Outcault è il maggior pioniere del fumetto americano. Ha firmato le sue opere in vari modi: Jimmy, Swinny,  Swin.

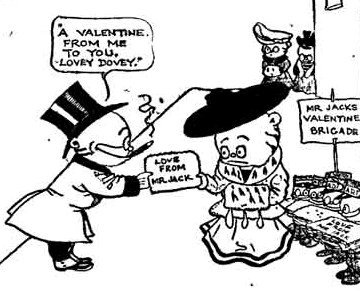
Mr. Jack vignetta pubblicata il 12 febbraio 1905.

## Vita e opere
Inizia la sua carriera giovanissimo nel 1892 lavorando per il San Francisco Examiner di William Randolph Hearst come illustratore per le notizie. Per celebrare la notizia del ritrovamento di un grizzly in California (specie ritenuta ormai estinta in quella zona), realizza l'immagine di un piccolo orsacchiotto che inizia ad apparire regolarmente sulle pagine del quotidiano accompagnando le previsioni del tempo. Il personaggio ottenne un tale successo che a partire dal giugno gli fu dedicata una serie con orsacchioti come protagonisti dal titolo  Little Bear Tykes, probabilmente la prima serie con protagonisti ricorrenti pubblicata in America ed archetipo di un genere (quello degli animali antropomorfi) che avrà grande seguito nella storia del fumetto. Nel 1903 crea un'altra serie con protagonista un animaletto: Mr.Jack, che verrà pubblicato sul  New York Journal altro giornale di Hearst su cui nel frattempo si era trasferito.
Nel 1904 Swinnerton crea la sua serie di maggior successo: Little Jimmy (pubblicato in italia con il nome Zam sul Corriere dei piccoli), che disegnerà ininterrottamente fino al 1958.
Swinnerton ha anche realizzato numerosi quadri con soggetto il deserto californiano. Un arco naturale della Monument Valley è stato intitolato "Swinnerton Arch" in suo onore.